# 陸上自衛隊東北補給処
陸上自衛隊東北補給処（りくじょうじえいたいとうほくほきゅうしょ、JGSDF Touhoku Logistics Depot）は、本処が仙台駐屯地に所在する陸上自衛隊の補給処のひとつである。なお、同駐屯地には方面管内の後方支援を担当する東北方面後方支援隊も駐屯している。

## 概要
東北方面総監の指揮を受ける機関であり、東北補給処長は陸将補で仙台駐屯地に本処を置き、船岡弾薬支処（船岡駐屯地）、反町弾薬支処（反町分屯地）および多賀城燃料支処（多賀城駐屯地）からなっている。
東北方面隊の隷下部隊等が必要とする武器、弾薬、車両、需品、化学器材、施設器材、通信器材、衛生器材等の調達、保管、補給又は整備およびこれらに関する調査研究を行っている。

## 沿革
第1補給整備支援群
- 1956年（昭和31年）1月25日：第1補給整備支援群が船岡駐屯地において編成完結。
- 1958年（昭和33年）5月1日：第1補給整備支援群が船岡駐屯地から北仙台駐屯地に移転。第1補給整備支援群長が北仙台駐屯地司令職に指定。

陸上自衛隊東北地区補給処
- 1958年（昭和33年）6月26日：第1補給整備支援群が陸上自衛隊東北地区補給処に改編。
- 1960年（昭和35年）8月12日：南北仙台駐屯地が合併により仙台駐屯地が発足、北仙台駐屯地司令職が解除。
- 1961年（昭和36年）8月17日：多賀城燃料支処が多賀城駐屯地に発足。
- 1962年（昭和37年）8月15日：船岡弾薬支処が船岡駐屯地に発足。

陸上自衛隊東北補給処
- 1998年（平成10年）3月26日：陸上自衛隊東北地区補給処が陸上自衛隊東北補給処に称号変更。
- 2018年（平成30年）3月27日：電計課を廃止（装備計画部に統合）。
- 2026年（令和8年）3月：東北方面隊隷下から補給本部(仮称)隷下に隷属替予定。

## 組織編成
- 東北補給処本処（仙台駐屯地）
  - 総務部
  - 調達会計部
  - 装備計画部
  - 補給部
  - 整備部
- 船岡弾薬支処（船岡駐屯地）
- 反町弾薬支処（反町分屯地）
- 多賀城燃料支処（多賀城駐屯地）

## 主要幹部
| 官職名                           | 階級    | 氏名       | 補職発令日     | 前職                                                    |
| -------------------------------- | ------- | ---------- | -------------- | ------------------------------------------------------- |
| 陸上自衛隊東北補給処長           | 陸将補  | 黒田耕太郎 | 2023年08月29日 | 陸上自衛隊輸送学校長                                    |
| 副処長                           | 1等陸佐 | 吉岡正孝   | 2025年03月17日 | 中部方面後方支援隊長 兼 桂駐屯地司令                    |
| 総務部長                         | 1等陸佐 | 安藤裕一   | 2025年03月17日 | 陸上自衛隊中央会計隊副隊長                              |
| 調達会計部長                     |         |            |                |                                                         |
| 装備計画部長                     | 1等陸佐 | 倉持知佳夫 | 2025年03月17日 | 防衛装備庁プロジェクト管理部 装備技術官付装備技術調整官 |
| 補給部長                         | 2等陸佐 | 村山広     | 2025年08月01日 | 第11旅団司令部第4部長                                   |
| 整備部長                         | 1等陸佐 | 吉良学     | 2024年03月18日 | 北部方面総監部防衛部システム通信課長                    |
| 反町弾薬支処長 兼 反町分屯地司令 | 3等陸佐 | 山口孝志   |                |                                                         |
| 船岡弾薬支処長                   | 3等陸佐 |            |                |                                                         |
| 多賀城燃料支処長                 | 3等陸佐 |            |                |                                                         |

| 代                         | 氏名                       | 在職期間                        | 出身校・期                     | 前職                                                   | 後職                                                |
| 陸上自衛隊東北地区補給処長 | 陸上自衛隊東北地区補給処長 | 陸上自衛隊東北地区補給処長      | 陸上自衛隊東北地区補給処長     | 陸上自衛隊東北地区補給処長                             | 陸上自衛隊東北地区補給処長                          |
| -------------------------- | -------------------------- | ------------------------------- | ------------------------------ | ------------------------------------------------------ | --------------------------------------------------- |
| 01                         | 衣斐直道 （1等陸佐）       | 1958年06月26日 - 1960年03月15日 | 京都帝国大学 昭和7年卒         | 第六管区総監部                                         | 陸上幕僚監部付                                      |
| 02                         | 岡新次 （1等陸佐）         | 1960年03月16日 - 1962年03月15日 | 北海道帝国大学 昭和12年卒      | 防衛大学校教授                                         | 陸上自衛隊武器補給処副処長                          |
| 03                         | 遠山弥兵衛 （1等陸佐）     | 1962年03月16日 - 1965年03月15日 | 陸士45期・ 陸大54期            | 東北方面総監部幕僚副長                                 | 陸上幕僚監部付 →1965年5月7日 停年退官（陸将補昇任） |
| 04                         | 伊藤光治                   | 1965年03月16日 - 1967年07月16日 | 海兵61期                       | 第8師団司令部幕僚長 →1965年7月1日 陸将補昇任           | 陸上幕僚監部付 →1968年1月1日 退職                   |
| 05                         | 木幡信                     | 1967年07月17日 - 1969年07月15日 | 陸士47期・ 陸大57期            | 第12師団副師団長 兼 相馬原駐とん地司令                 | 陸上幕僚監部付 →1969年12月31日 退職（陸将昇任）     |
| 06                         | 小野佐吉郎                 | 1969年07月16日 - 1971年07月15日 | 陸士51期                       | 東北地区補給処副処長                                   | 陸上幕僚監部付 →1972年1月1日 退職                   |
| 07                         | 臼田芳夫                   | 1971年07月16日 - 1973年03月15日 | 東京商科大学 昭和16年卒        | 防衛研修所所員                                         | 陸上幕僚監部付 →1973年4月1日 退職                   |
| 08                         | 松尾三八郎                 | 1973年03月16日 - 1975年03月16日 | 東京帝国大学 昭和17年卒        | 東北方面総監部幕僚副長 →1974年5月1日 陸将昇任          | 陸上幕僚監部付 →1975年4月1日 退職                   |
| 09                         | 前田啓迪                   | 1975年03月17日 - 1977年03月15日 | 陸経4期                        | 陸上幕僚監部会計課長 →1976年7月1日 陸将昇任            | 東北方面総監部付 →1977年4月1日 退職                 |
| 10                         | 川久保太郎                 | 1977年03月16日 - 1978年11月30日 | 陸士56期                       | 自衛隊東京地方連絡部長                                 | 退職                                                |
| 11                         | 栗田裕夫                   | 1978年12月01日 - 1979年11月19日 | 陸航士58期                     | 第1教育団長 兼 武山駐とん地司令 →1979年4月6日 陸将昇任 | 第11師団長                                          |
| 12                         | 井上宣正                   | 1979年11月20日 - 1981年03月15日 | 陸士58期                       | 陸上幕僚監部監察官                                     | 退職                                                |
| 13                         | 三上博康 （陸将）          | 1981年03月16日 - 1982年06月30日 | 海兵74期                       | 自衛隊体育学校長                                       | 退職                                                |
| 14                         | 六反園敏男 （陸将）        | 1982年07月01日 - 1984年03月15日 | 海兵75期・ 中央大学 昭和24年卒 | 西部方面総監部幕僚長 兼 健軍駐屯地司令                 | 退職                                                |
| 15                         | 白井明雄 （陸将）          | 1984年03月16日 - 1985年06月30日 | 4期幹候                        | 東北方面総監部幕僚長 兼 仙台駐屯地司令                 | 第9師団長                                           |
| 16                         | 平松幹良 （陸将）          | 1985年07月01日 - 1986年07月31日 | 中央大学 昭和29年卒            | 自衛隊東京地方連絡部長                                 | 退職                                                |
| 17                         | 山西義信                   | 1986年08月01日 - 1988年03月15日 | 香川大学 昭和30年卒            | 自衛隊大阪地方連絡部長                                 | 退職                                                |
| 18                         | 松本信義                   | 1988年03月16日 - 1990年03月15日 | 防大1期                        | 陸上自衛隊富士学校特科部長                             | 陸上幕僚監部付 →1990年4月1日 退職                   |
| 19                         | 松坂タカシ                 | 1990年03月16日 - 1992年03月15日 | 中央大学 昭和33年卒            | 第12師団副師団長 兼 相馬原駐屯地司令                   | 陸上幕僚監部付 →1992年4月1日 退職                   |
| 20                         | 町田宗宏                   | 1992年03月16日 - 1993年06月30日 | 防大3期                        | 陸上自衛隊富士学校副校長                               | 退職                                                |
| 21                         | 土井義彦                   | 1993年07月01日 - 1995年06月29日 | 防大7期                        | 第1空挺団長 兼 習志野駐屯地司令                        | 第5師団長                                           |
| 22                         | 大須賀勝                   | 1995年06月30日 - 1996年06月30日 | 防大6期                        | 調達実施本部副本部長 （調達管理第二担当）              | 退職                                                |
| 末                         | 小森重信                   | 1996年07月01日 - 1998年03月25日 | 防大9期                        | 第8師団副師団長 兼 北熊本駐屯地司令                    | 陸上自衛隊東北補給処長                              |
| 陸上自衛隊東北補給処長     |                            |                                 |                                |                                                        |                                                     |
| 01                         | 小森重信                   | 1998年03月26日 - 1998年07月01日 | 防大9期                        | 陸上自衛隊東北地区補給処長                             | 退職                                                |
| 02                         | 澤田徹夫                   | 1998年07月01日 - 2000年03月30日 | 防大10期                       | 第1特科団長 兼 北千歳駐屯地司令                        | 退職                                                |
| 03                         | 佐野晃                     | 2000年03月30日 - 2001年12月02日 | 防大13期                       | 第2高射特科団長 兼 飯塚駐屯地司令                      | 第11師団長                                          |
| 04                         | 小津光由                   | 2001年12月03日 - 2003年03月26日 | 防大14期                       | 自衛隊札幌地方連絡部長                                 | 陸上自衛隊需品学校長                                |
| 05                         | 亀田津治男                 | 2003年03月27日 - 2005年03月27日 | 防大15期                       | 第1施設団長 兼 古河駐屯地司令                          | 西部方面総監部幕僚長 兼 健軍駐屯地司令              |
| 06                         | 諸橋茂                     | 2005年03月28日 - 2006年03月26日 | 防大18期                       | 第2師団副師団長 兼 旭川駐屯地司令                      | 陸上自衛隊研究本部幹事                              |
| 07                         | 菊地伯                     | 2006年03月27日 - 2008年03月26日 | 防大18期                       | 陸上自衛隊関東補給処副処長                             | 退職                                                |
| 08                         | 谷口厚志                   | 2008年03月26日 - 2010年03月29日 | 防大21期                       | 陸上自衛隊中央会計隊長                                 | 退職                                                |
| 09                         | 濱崎久実                   | 2010年03月29日 - 2011年08月04日 | 防大23期                       | 第8師団副師団長 兼 北熊本駐屯地司令                    | 陸上自衛隊武器学校長 兼 土浦駐屯地司令              |
| 10                         | 福田敏                     | 2011年08月05日 - 2012年07月26日 | 防大23期                       | 第6師団副師団長 兼 神町駐屯地司令                      | 退職                                                |
| 11                         | 保坂收                     | 2012年07月26日 - 2014年08月05日 | 防大24期                       | 陸上自衛隊輸送学校長                                   | 退職                                                |
| 12                         | 内田雄三                   | 2014年08月05日 - 2016年06月30日 | 防大29期                       | 陸上幕僚監部装備部武器・化学課長                       | 陸上自衛隊中央業務支援隊長 兼 市ヶ谷駐屯地司令      |
| 13                         | 馬塲清美                   | 2016年07月01日 - 2018年03月27日 | 防大28期                       | 第6師団副師団長 兼 神町駐屯地司令                      | 退職                                                |
| 14                         | 加治屋裕一                 | 2018年03月27日 - 2019年03月31日 | 防大29期                       | 北部方面後方支援隊長                                   | 退職                                                |
| 15                         | 藤井祥一                   | 2019年04月01日 - 2021年03月25日 | 防大30期                       | 第8師団副師団長 兼 北熊本駐屯地司令                    | 退職                                                |
| 16                         | 檀上正樹                   | 2021年03月26日 - 2023年08月28日 | 防大32期                       | 陸上自衛隊小平学校長 兼 小平駐屯地司令                 | 退職                                                |
| 17                         | 黒田耕太郎                 | 2023年08月29日 -                | 防大34期                       | 陸上自衛隊輸送学校長                                   |                                                     |